# Pelikaannevel
De Pelikaannevel (ook wel bekend als IC5070 en IC5067) is een H-II-gebied dat geassocieerd is met de Noord-Amerika-nevel in het sterrenbeeld Zwaan. De nevel ligt dicht bij Deneb, een ster van magnitude 1, die afgescheiden is door de meer prominente buur, de Noord-Amerika-nevel. De nevel is intensief bestudeerd omdat het een bijzonder actieve mix van stervormende gebieden en gaswolken bevat.